# Izydor Dzieduszycki
Izydor Dzieduszycki herbu Sas (ur. 15 września 1841 w Izydorówce, zm. 5 stycznia 1888 w Kulparkowie) – polski hrabia i ziemianin, powstaniec styczniowy, członek Akademii Umiejętności, historyk.
Syn Aleksandra Stanisława Dzieduszyckiego i Domicelli Pietruskiej.
Przebywał w Zakładzie dla Chorych Umysłowych na Kulparkowie, gdzie zmarł w nie całkiem wyjaśnionych okolicznościach: służba szpitalna połamała mu żebra. Fakt ten poruszył opinię publiczną we Lwowie, a poseł Otto Hausner złożył nawet ostrą interpelację w Sejmie. Obdukcja zwłok istotnie potwierdziła kilka żeber złamanych, ale  stwierdziła też zapalenie płuc przed śmiercią.
Pochowany na Cmentarzu Łyczakowskim.

## Publikacje
- Polityka brandenburgska w latach 1655–1657 (1879)[3]
- Patrjotyzm w Polsce po rok 1815 (1882)[4]
- Ruś Galicyjska, jej separatyzm, przyczyny tegoż, działania i skutki (1888)[5]
- Listy Rusina (1850)[6]